# Daniel Schüler

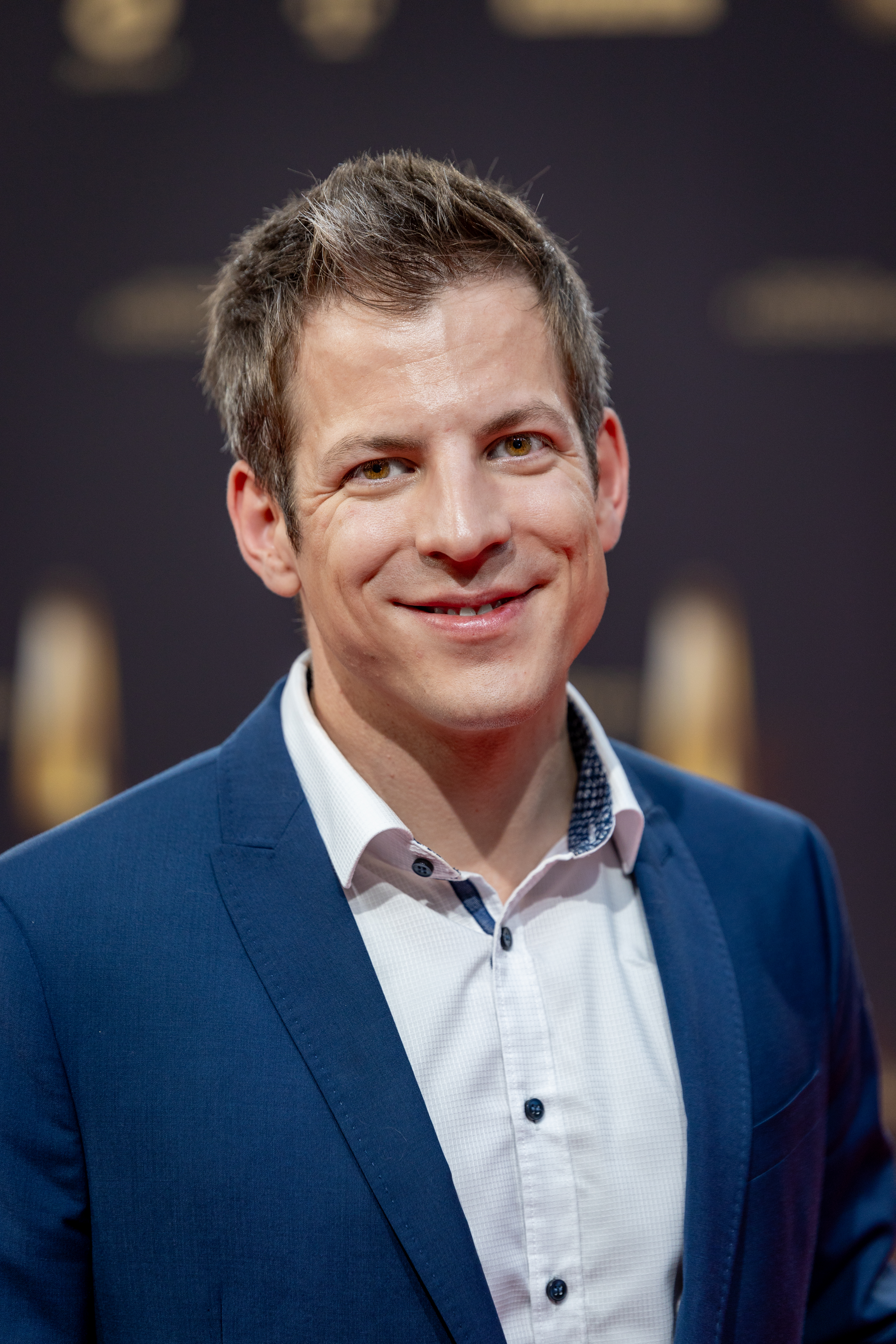
Daniel Schüler (2023)

Daniel Schüler (* 29. Oktober 1990 in Dernbach im Westerwald) ist ein deutscher Fernsehmoderator und Journalist.

## Werdegang
Schüler wuchs in Schenkelberg in Rheinland-Pfalz auf.
Er absolvierte nach seinem Abitur am Martin-Butzer-Gymnasium in Dierdorf ein Journalistik-Studium in Köln, das er als Jahrgangsbester mit einem Bachelor of Arts (BA) abschloss. Für das Studium erhielt er ein Stipendium der Studienstiftung des deutschen Volkes. Praktische Erfahrungen sammelte er im Rahmen seines Studiums beim Radiosender RPR1, dem ARD-Morgenmagazin, der ARD Sportschau, beim ZDF sowie bei stern TV.
Seit Ende 2015 begleitete Daniel Schüler die deutsche Olympiamannschaft bzw. Team Deutschland zu internationalen Großereignissen. So berichtete er für den DOSB von den Olympischen Sommerspielen 2016 aus Rio de Janeiro (Brasilien) und von den Olympischen Winterspielen 2018 aus PyeongChang in Südkorea. Zudem begleitete er 2017 die Sportler zum European Youth Olympic Festival ins ungarische Györ. 2018 berichtete er sodann von den Olympischen Jugendspielen in Buenos Aires (Argentinien).
Seit August 2017 ist er als Netzreporter und Digital-Experte beim Nachrichtensender ntv tätig. Von Mai 2020 bis April 2022 moderierte er zudem das tägliche Corona Spezial, von November 2020 bis September 2021 dann zusätzlich den ntv Sport. Gelegentlich war er zu dieser Zeit auch bei RTL im Rahmen von Guten Morgen Deutschland zu sehen, wo er insbesondere Falschmeldungen und Verschwörungstheorien entlarvte. Seit Oktober 2021 moderiert er überwiegend die ntv-Nachrichten. In der Nacht des 24. Februars 2022 verkündete er live den russischen Überfall auf die Ukraine. Seit Juni des gleichen Jahres ist Schüler zudem auch als einer der Moderatoren des RTL/ntv Trendbarometers zu sehen. Am Wochenende des 24. Juni 2023 berichtete er zum Aufstand der Söldner-Gruppe Wagner in Russland. Gemeinsam mit der damaligen ntv-Chefredakteurin Sonja Schwetje wurde er in der Folge stellvertretend für das Team von ntv für den Deutschen Fernsehpreis in der Kategorie „Beste Information“ nominiert.
Darüber hinaus ist er seit seinem Hochschulabschluss phasenweise als Dozent an der Westfälischen Hochschule in Gelsenkirchen und an der Macromedia Hochschule in Köln tätig. Dort unterrichtet er vor allem in den Fächern Politik- und Sportjournalismus, Medienethik, Social Media und empirische Sozialforschung.
Am Wochenende moderiert er verschiedene Sportveranstaltungen, vorrangig in der Leichtathletik. Zudem kommentiert er seit vielen Jahren als Stadionsprecher die Leichtathletikwettbewerbe von „Jugend trainiert für Olympia & Paralympics“. Er war selbst als Sprinter unter anderem beim TSV Bayer 04 Leverkusen und der LG Rhein-Wied aktiv.

## Fernsehmoderationen
- seit 2017: Netzreporter und Digitalexperte, ntv
- 2020–2021: Sportmoderator, ntv
- 2020–2022: Corona Spezial, ntv
- seit 2021: Nachrichtenmoderator, ntv
- seit 2022: Moderator RTL/ntv Trendbarometer